# Platacanthomyidae
Famille
Synonymes
- Platacanthomyidae Miller & Gidley, 1918[2]
- Platacanthomyinae Alston, 1876[2]
- Platacanthomyini Ognev, 1947[2]
- Typhlomyinae Ognev, 1947[2]

Les Platacanthomyidae sont une famille de rongeurs.

## Taxonomie
Auparavant les espèces de cette famille étaient regroupées sous la famille des Muridae, mais les études récentes tendent à faire de cette dernière famille une super-famille, les Muroidea, et à la décliner en six familles, dont les Platacanthomyidae.

## Liste des genres et espèces
Selon Mammal Species of the World (version 3, 2005)  (31 mai 2016) et ITIS (31 mai 2016):
- genre Platacanthomys Blyth, 1859 
  - Platacanthomys lasiurus Blyth, 1859
- genre Typhlomys Milne-Edwards, 1877
  - Typhlomys cinereus  Milne-Edwards, 1877